# Muiñeira
La muiñeira (nom gallec, literalment 'molinera') és una dansa tradicional popular de Galícia i zones limítrofes de Lleó i Astúries, que es canta i balla acompanyada de la gaita, el tamborí (redobrante), la pandereta (pandeireta), el tambor, el pandero (pandeiro), el bombo, el charrasco (instrument de percussió gallec) i, de vegades, les petxines (cunchas o vieiras). Habitualment es canta; el ritme és en compàs de 6/8, tot i que algunes vegades és de 3/8.
No n'hi ha referències documentals inequívoques anteriors al segle xvi. En l'actualitat és una dansa que es balla habitualment sobre música instrumental de compàs en 6/8 com la sardana. Es diu que el nom de muiñeira ve del fet que aquesta dansa es ballava fora i dins dels molins (en gallec muíños) mentre s'esperava la molta.
L'aturuxo és un crit que s'utilitza a les festes per donar ànims als ballarins. Sol ser fort, agut i prolongat. Se sol argumentar que l'aturuxo representa el crit de guerra que proferien els antics pobles celtes de Galícia previ a les seves batalles.
L'aturuxo, juntament amb el representatiu ritme percudit de la muiñeira, és una possible herència de les bandes militars dels sueus; si fos així, la muiñeira no necessàriament tindria els orígens en les danses populars gallegues que ballaven les famílies al voltant dels molins esperant la molta.